# پائولیستا
پائولیستا (به پرتغالی: Paulista) یک شهرستان در برزیل است که در پرنامبوکو واقع شده‌است. پائولیستا ۹۳٫۵۱۸ کیلومترمربع مساحت و ۳۰۳٬۴۰۰ نفر جمعیت دارد و ۱۳ متر بالاتر از سطح دریا واقع شده است.